# Riz Ortolani
Riz Ortolani   (Pesaro, 25 de març de 1926 - Roma, 23 de gener de 2014) va ser un compositor italià de música de cinema.

## Biografia
Era el petit de sis fills. El pare d'Ortolani, un treballador de correus, va regalar al seu fill un violí als 4 anys. Més tard, Ortolani va canviar a flauta després de ferir-se un colze en un accident de cotxe. Va estudiar al Conservatorio Statale di Musica Gioachino Rossini a la seva ciutat natal de Pesaro abans de traslladar-se a Roma el 1948 i trobar feina amb l'orquestra de la RAI. Tot i que la cronologia no està clara, també probablement va servir com a músic a l'orquestra de la força aèria italiana, va formar un conjunt de jazz i va arribar als Estats Units com a músic de jazz a Hollywood, abans de gravar la seva primera pel·lícula.
Ortolani es va casar amb Katyna Ranieri el 1956. La primera partitura cinematogràfica que va escriure va ser per al film documental de Paolo Cavara i Gualtiero Jacopetti titulat Mondo Cane, el tema principal del qual, «More», li va proporcionar un Grammy, i també va ser nominat per a un Oscar a la millor cançó. Una altra peça mundialment famosa, va ser el tema principal de la pel·lícula O' Cangaceiro (1970).
Ortolani va participar en la banda sonora de més de dues-centes pel·lícules, com ara Old Shatterhand (1964), i gran quantitat de films italians dels gèneres giallo, spaghetti western i mondo.
Altres films en els quals va treballar foren Il sorpasso (1962), Els dies de la ira (1967), Requiescant (1967), La freccia nera (1968) Lo sbarco di Anzio (1968), Io ho paura (1977), Danza macabra (1964), Africa addio (1966), Addio Zio Tom (1971), Una sull'altra (1969), Sette orchidee macchiate di rosso (1972), Scandalo (1976), La ragazza dal pigiama giallo (1977), Crónica del alba. Valentina (1982) i la controvertida Cannibal Holocaust (1980).
La música de Riz Ortolani també va formar parte de Kill Bill: Volum 1 (2003) i Kill Bill: Volum 2 (2004), Els dies de la ira (1967), Django desencadenat (2012) i de la sèrie de comèdia llatinoamericana El Chapulín Colorado (1972).

## Filmografia
- Le vacanze del Sor Clemente, dirigida per Camillo Mastrocinque (1955)
- Processo all'amore, dirigida per Enzo Liberti (1955)
- I miliardari, dirigida per Guido Malatesta (1956)
- Serenata al vento, dirigida per Luigi Latini De Marchi (1956)
- Terrore sulla città, dirigida per Anton Giulio Majano (1957)
- Música de siempre, dirigida per Tito Davison (1958)
- Siempre estaré contigo, dirigida per Julián Soler (1959)
- Malesia magica, dirigida per Lionetto Fabbri (1961)
- Ursus nella valle dei leoni, dirigida per Carlo Ludovico Bragaglia (1962)
- Flying Clipper - Traumreise unter weissen Segeln, dirigida per Hermann Leitner i Rudolf Nussgruber (1962)
- Mondo Cane, dirigida per Gualtiero Jacopetti, Paolo Cavara i Franco Prosperi (1962)
- Il sorpasso, dirigida per Dino Risi (1962)
- Il crollo di Roma, dirigida per Antonio Margheriti (1963)
- La vergine di Norimberga, dirigida per Antonio Margheriti (1963)
- La donna nel mondo, dirigida per Paolo Cavara, Gualtiero Jacopetti i Franco Prosperi (1963)
- Il mondo di notte n° 3, dirigida per Gianni Proia (1963)
- El sabor de la venganza, dirigida per Joaquín Luis Romero Marchent (1964)
- The Yellow Rolls-Royce, dirigida per Anthony Asquith (1964)
- Antes llega la muerte, dirigida per Joaquín Luis Romero Marchent (1964)
- Brandy, dirigida per José Luis Borau e Mario Caiano (1964)
- El setè matí (The 7th Dawn), dirigida per Lewis Gilbert (1964)
- Danza macabra, dirigida per Antonio Margheriti - com Ritz Ortolani (1964)
- La battaglia di Fort Apache, dirigida per Hugo Fregonese (1964)
- La cittadella, dirigida per Anton Giulio Majano
- Le ore nude, dirigida per Marco Vicario (1964)
- David Copperfield, dirigida per Anton Giulio Majano (1965)
- Berlino: appuntamento per le spie, dirigida per Vittorio Sala (1965)
- Das Geheimnis der drei Dschunken, dirigida per Ernst Hofbauer (1965)
- The Glory Guys, dirigida per Arnold Laven (1965)
- El diablo también llora, dirigida per José Antonio Nieves Conde (1965)
- The Car That Became a Star - curtmetratge (1965)
- Con rispetto parlando, dirigida per Marcello Ciorciolini (1965)
- Maya, dirigida per John Berry (1966)
- Africa addio, dirigida per Gualtiero Jacopetti e Franco Prosperi (1966)
- The Spy with a Cold Nose, dirigida per Daniel Petrie (1966)
- Non faccio la guerra, faccio l'amore, dirigida per Franco Rossi (1966)
- Operazione Goldman, dirigida per Antonio Margheriti (1966)
- La ragazza del bersagliere, dirigida per Alessandro Blasetti (1967)
- Cifrato speciale, dirigida per Pino Mercanti (1966)
- Tiffany memorandum, dirigida per Sergio Grieco (1967)
- La cintura di castità, dirigida per Pasquale Festa Campanile (1967)
- Requiescant, dirigida per Carlo Lizzani – com Roger Higgins (1967)
- Mal d'Africa, dirigida per Stanislao Nievo (1967)
- Woman Times Seven, dirigida per Vittorio De Sica (1967)
- Els dies de la ira, dirigida per Tonino Valerii (1967)
- Kampf um Rom, dirigida per Robert Siodmak (1968)
- Buona sera, Sra. Campbell, dirigida per Melvin Frank (1968)
- Le calde notti di Lady Hamilton, dirigida per Christian-Jaque (1968)
- The Bliss of Mrs. Blossom, dirigida per Joseph McGrath (1968)
- Anzio, dirigida per Edward Dmytryk i Duilio Coletti (1968)
- Al di là della legge, dirigida per Giorgio Stegani (1968)
- Banditi a Milano, dirigida per Carlo Lizzani (1968)
- Tenderly, dirigida per Franco Brusati
- ¿Quién grita venganza?, dirigida per Rafael Romero Marchent (1968)
- Sequestro di persona, dirigida per Gianfranco Mingozzi (1968)
- The Biggest Bundle of Them All, dirigida per Ken Annakin (1968)
- La freccia nera, dirigida per Anton Giulio Majano (1968)
- La collina degli stivali, dirigida per Giuseppe Colizzi (1969)
- La cattura, dirigida per Paolo Cavara (1969)
- Così dolce... così perversa, dirigida per Umberto Lenzi (1969)
- Una sull'altra, dirigida per Lucio Fulci (1969)
- Il dito nella piaga, dirigida per Tonino Ricci (1969)
- Cinque figli di cane, dirigida per Alfio Caltabiano (1969)
- Las Bahamas Nassau, dirigida per José Antonio de la Loma - curtmetratge (1969)
- La donna a una dimensione, dirigida per Bruno Baratti (1969)
- Indianápolis, dirigida per José Antonio de la Loma - curtmetratge (1969)
- Islas del Caribe: Barbados, dirigida per José Antonio de la Loma - curtmetratge (1969)
- Quel negozio di Piazza Navona, dirigida per Mino Guerrini - miniserie TV (1969)
- La notte dei serpenti, dirigida per Giulio Petroni (1969)
- Un caso di coscienza, dirigida per Giovanni Grimaldi (1970)
- Madron, dirigida per Jerry Hopper (1970)
- The McKenzie Break, dirigida per Lamont Johnson (1970)
- La ragazza di nome Giulio, dirigida per Tonino Valerii (1970)
- Ciakmull - L'uomo della vendetta, dirigida per E.B. Clucher (1970)
- Andrea Doria -74, dirigida per Bruno Vailati (1970)
- Con quale amore, con quanto amore, dirigida per Pasquale Festa Campanile (1970)
- The Adventures of Gerard, dirigida per Jerzy Skolimowski (1970)
- O' Cangaceiro, dirigida per Giovanni Fago (1970)
- Disperatamente l'estate scorsa, dirigida per Silvio Amadio (1970)
- La colomba non deve volare, dirigida per Sergio Garrone (1970)
- La prima notte del dottor Danieli, industriale, col complesso del... giocattolo, dirigida per Giovanni Grimaldi (1970)
- Addio zio Tom, dirigida per Gualtiero Jacopetti i Franco Prosperi (1971)
- E le stelle stanno a guardare, dirigida per Anton Giulio Majano - miniserie TV (1971)
- Nella stretta morsa del ragno, dirigida per Antonio Margheriti (1971)
- Confessione di un commissario di polizia al procuratore della repubblica, dirigida per Damiano Damiani (1971)
- Il giorno dei lunghi fucili (The Hunting Party), dirigida per Don Medford (1971)
- Il ragazzo e la quarantenne (Say Hello to Yesterday), dirigida per Alvin Rakoff (1971)
- La statua, dirigida per Tod Amateau (1971)
- Il merlo maschio, dirigida per Pasquale Festa Campanile (1971)
- Non commettere atti impuri, dirigida per Giulio Petroni (1971)
- Una ragione per vivere e una per morire, dirigida per Tonino Valerii (1972)
- Non si sevizia un paperino, dirigida per Lucio Fulci - com Ritz Ortolani (1972)
- Girolimoni, il mostro di Roma, dirigida per Damiano Damiani (1972)
- L'etrusco uccide ancora, dirigida per Armando Crispino (1972)
- Abuso di potere, dirigida per Camillo Bazzoni (1972)
- Fratello sole, sorella luna, dirigida per Franco Zeffirelli (1972)
- Sette orchidee macchiate di rosso, dirigida per Umberto Lenzi (1972)
- Els secrets de la cosa nostra, dirigida per Terence Young (1972)
- Tutti fratelli nel west... per parte di padre, dirigida per Sergio Grieco (1972)
- Gli eroi, dirigida per Duccio Tessari (1973)
- La coppia, dirigida per Enzo Siciliano (1973)
- La faccia violenta di New York, dirigida per Jorge Darnell (1973)
- Il consigliori, dirigida per Alberto De Martino (1973)
- Days of Fury, dirigida per Antonio Calenda (1973)
- Bisturi - La mafia bianca, dirigida per Luigi Zampa (1973)
- Il complotto, dirigida per René Gainville (1973)
- La morte negli occhi del gatto, dirigida per Antonio Margheriti (1973)
- Si può essere più bastardi dell'ispettore Cliff?, dirigida per Massimo Dallamano (1973)
- Cari genitori, dirigida per Enrico Maria Salerno (1973)
- Dio, sei proprio un padreterno!, dirigida per Michele Lupo (1973)
- No. Il caso è felicemente risolto, dirigida per Vittorio Salerno (1973)
- Teresa la ladra, dirigida per Carlo Di Palma (1973)
- La faccia violenta di New York, dirigida per Jorge Darnell (1973)
- Chi sei?, dirigida per Ovidio G. Assonitis (1974)
- There Is No 13, dirigida per William Sachs (1974)
- Le guerriere dal seno nudo, dirigida per Terence Young (1974)
- Contratto carnale, dirigida per Giorgio Bontempi (1974)
- Nuova Guinea, l'isola dei cannibali, dirigida per Akira Ide (1974)
- Per amare Ofelia, dirigida per Flavio Mogherini (1974)
- Qui comincia l'avventura, dirigida per Carlo Di Palma (1975)
- Ritratto di donna velata, dirigida per Flaminio Bollini (1975)
- Mondo candido, dirigida per Gualtiero Jacopetti e Franco Prosperi (1975)
- Per què s'assassina un magistrat?, dirigida per Damiano Damiani (1975)
- Scandalo, dirigida per Salvatore Samperi (1976)
- Mimì Bluette... fiore del mio giardino, dirigida per Carlo Di Palma (1976)
- Natale in casa d'appuntamento, dirigida per Armando Nannuzzi (1976)
- Io ho paura, dirigida per Damiano Damiani (1977)
- Casanova & Co., dirigida per Franz Antel (1977)
- Passi di morte perduti nel buio, dirigida per Maurizio Pradeaux (1977)
- Sahara Cross, dirigida per Tonino Valerii (1977)
- Doppio delitto, dirigida per Steno (1977)
- La ragazza dal pigiama giallo, dirigida per Flavio Mogherini (1978)
- Le braghe del padrone, dirigida per Flavio Mogherini (1978)
- Enigma rosso, dirigida per Alberto Negrin (1978)
- Primo amore, dirigida per Dino Risi (1978)
- Giallo napoletano, dirigida per Sergio Corbucci (1979)
- Gegè Bellavita, dirigida per Pasquale Festa Campanile (1979)
- Ciclón, dirigida per René Cardona Jr. (1978)
- La màscara de ferro (The Fifth Musketeer), dirigida per Ken Annakin (1979)
- Contro 4 bandiere, dirigida per Umberto Lenzi (1979)
- Gli anni struggenti, dirigida per Vittorio Sindoni (1979)
- Atsalut pader, dirigida per Paolo Cavara (1979)
- Il corpo della ragassa, dirigida per Pasquale Festa Campanile (1979)
- Un dramma borghese, dirigida per Florestano Vancini (1979)
- Letti selvaggi, dirigida per Luigi Zampa (1979)
- Brutes and Savages, dirigida per Arthur Davis (1979)
- Vestire gli ignudi, dirigida per Luigi Filippo D'Amico (1979)
- La casa sperduta nel parco, dirigida per Ruggero Deodato (1980)
- Vendetta napoletana, dirigida per Ernst Hofbauer (1980)
- Cannibal Holocaust, dirigida per Ruggero Deodato (1980)
- L'avvertimento, dirigida per Damiano Damiani (1980)
- Tutti gli uomini del parlamento, dirigida per Claudio Racca (1980)
- Nessuno è perfetto, dirigida per Pasquale Festa Campanile (1981)
- Fantasma d'amore, dirigida per Dino Risi (1981)
- Aiutami a sognare, dirigida per Pupi Avati (1981)
- Cappotto di legno, dirigida per Gianni Manera (1981)
- Miele di donna, dirigida per Gianfranco Angelucci (1981)
- There Was a Little Girl, dirigida per Ovidio G. Assonitis (1981)
- Mafalda, dirigida per Carlos D. Marquez (1982)
- Crónica del alba. Valentina, dirigida per Antonio José Betancor (1982)
- I camionisti, dirigida per Flavio Mogherini (1982)
- Più bello di così si muore, dirigida per Pasquale Festa Campanile (1982)
- Porca vacca, dirigida per Pasquale Festa Campanile (1982)
- La ragazza di Trieste, dirigida per Pasquale Festa Campanile (1982)
- 1919, crónica del alba, dirigida per Antonio José Betancor (1983)
- Quer pasticciaccio brutto di via Merulana, dirigida per Piero Schivazappa (1983)
- Un foro nel parabrezza, dirigida per Sauro Scavolini - miniserie TV (1983)
- Una gita scolastica, dirigida per Pupi Avati (1983)
- Zeder, dirigida per Pupi Avati (1983)
- La piovra, dirigida per Damiano Damiani - miniserie TV (1984)
- Tuareg, dirigida per Enzo G. Castellari (1984)
- I guerrieri dell'anno 2072, dirigida per Lucio Fulci (1984)
- Giuseppe Fava: Siciliano come me, dirigida per Vittorio Sindoni (1984)
- Noi tre, dirigida per Pupi Avati (1984)
- Impiegati, dirigida per Pupi Avati (1985)
- Miranda, dirigida per Tinto Brass (1985)
- Cristoforo Colombo, dirigida per Alberto Lattuada - miniserie TV (1985)
- Festa di laurea, dirigida per Pupi Avati (1985)
- L'inchiesta, dirigida per Damiano Damiani (1986)
- Regalo di Natale, dirigida per Pupi Avati (1986)
- La Bonne, dirigida per Salvatore Samperi (1986)
- La sporca insegna del coraggio, dirigida per Tonino Valerii (1987)
- Capriccio, dirigida per Tinto Brass (1987)
- Ultimo minuto, dirigida per Pupi Avati (1987)
- Una casa a Roma, dirigida per Bruno Cortini - minisèrie TV (1988)
- La collina del diavolo, dirigida per Vittorio Sindoni - minisèrie TV (1988)
- I ragazzi di via Panisperna, dirigida per Gianni Amelio (1988)
- Killer Crocodile, dirigida per Fabrizio De Angelis (1989)
- Storia di ragazzi e di ragazze, dirigida per Pupi Avati (1989)
- Gioco al massacro, dirigida per Damiano Damiani (1989)
- Il ricatto, dirigida per Tonino Valerii - minisèrie TV (1989)
- Il sole buio, dirigida per Damiano Damiani (1990)
- Una fredda mattina di maggio, dirigida per Vittorio Sindoni (1990)
- Killer Crocodile 2, dirigida per Giannetto De Rossi (1990)
- Nel giardino delle rose, dirigida per Luciano Martino (1990)
- Donna d'onore, dirigida per Stuart Margolin - minisèrie TV (1990)
- La primavera di Michelangelo, dirigida per Jerry London - minisèrie TV (1990)
- Paprika, dirigida per Tinto Brass (1991)
- Fratelli e sorelle, dirigida per Pupi Avati (1992)
- L'angelo con la pistola, dirigida per Damiano Damiani (1992)
- Magnificat, dirigida per Pupi Avati (1993)
- L'uomo che guarda, dirigida per Tinto Brass (1994)
- Fermo posta Tinto Brass, dirigida per Tinto Brass (1995)
- La famiglia Ricordi, dirigida per Mauro Bolognini - minisèrie TV (1995)
- Il testimone dello sposo, dirigida per Pupi Avati (1997)
- Grandes ocasiones, dirigida per Felipe Vega (1998)
- La via degli angeli, dirigida per Pupi Avati (1999)
- Ama il tuo nemico, dirigida per Damiano Damiani - minisèrie TV (1999)
- I cavalieri che fecero l'impresa, dirigida per Pupi Avati (2001)
- Liebe, Lügen, Leidenschaft, dirigida per Marco Serafini - minisèrie TV (2002)
- Il cuore altrove, dirigida per Pupi Avati (2003)
- La rivincita di Natale, dirigida per Pupi Avati (2004)
- La seconda notte di nozze, dirigida per Pupi Avati (2005)
- Ma quando arrivano le ragazze?, dirigida per Pupi Avati (2005)
- La cena per farli conoscere, dirigida per Pupi Avati (2006)
- Il nascondiglio, dirigida per Pupi Avati (2007)

## Reconeixements
- Premis Oscar 1964: nominació a la millor cançó (More) - Mondo Cane
- Premis Oscar 1971: nominació a la millor cançó (Till Love Touches Your Life) - Madron
- Globus d'Or 1966 a la millor cançó original (Forget Domani) - The Yellow Rolls-Royce
- Globus d'Or 1964: nominació a la millor banda sonora - Buona sera, Sra. Campbell
- David di Donatello:
  - 2014 - Premi especial David
  - 2005 - Premi a la millor banda sonora per Ma quando arrivano le ragazze?
  - 2004 - Nominació a la millor sonora per La rivincita di Natale
  - 2003 - Nominació a la millor sonora per Il cuore altrove
  - 1993 - Nominació a la millor sonora per Magnificat
  - 1991 - Nominació a la millor sonora per Nel giardino delle rose
  - 1990 - Nominació a la millor sonora per Storia di ragazzi e di ragazze
  - 1987 - Nominació a la millor sonora per Regalo di Natale
  - 1986 - Premi a la millor banda sonora per Festa di laurea
- Nastro d'argento:
  - 1994 - Nominació a la millor banda sonora per Magnificat
  - 1987 - Premi a la millor banda sonora per L'inchiesta
  - 1986 - Nominació a la millor banda sonora per Festa di laurea
  - 1984 - Premi a la millor banda sonora per Una gita scolastica
  - 1981 - Premi a la millor banda sonora per Aiutami a sognare
  - 1972 - Nominació a la millor banda sonora per Il merlo maschio
- 1990 - Ciak d'oro
  - Nominació millor banda sonora - Storia di ragazzi e di ragazze